# Yevul
Yevul (hébreu : יְבוּל, litt. « Récolte ») est un moshav situé dans la zone Hevel Shalom (en) dans l'ouest du Néguev, en Israël, près des frontières égyptienne et gazaouie. Il est rattaché administrativement au conseil régional d'Eshkol. Il compte 345 habitants en 2017.
Le moshav fait partie de l'Union agricole.

## Historique
Le moshav est fondé en 1981 par des colons israéliens évacués du Sinaï égyptien. En 2005, les trois quarts des résidents de la colonie de Netzarim dans la bande de Gaza sont retirés de leur village en raison du plan de désengagement unilatéral et s'installent temporairement à Yevul pendant que de nouvelles constructions de logements commencent dans la région.